# قرار مجلس الأمن التابع للأمم المتحدة رقم 346
قرار مجلس الأمن الدولي رقم 346، أعلن في 8 أبريل، 1974، شاكرا الدول التي ساهمت في تأسيس قوات الطوارئ حسب قرار 340 وواقفت على قرار الأمين العام؛ الخاص بفصل القوات المصرية والإسرائيلية والذي يعتبر فقط بداية لإرساء السلام في المنطقة، وطالب الدول الأعضاء بالاستمرار في دعم قوات الطوارئ.